# Nucléolo

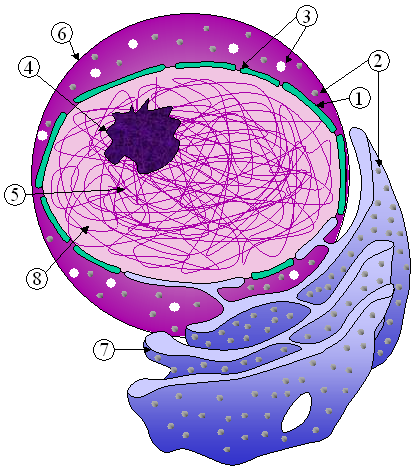
Figura do núcleo e do retículo endoplasmático: (1) Envoltório nuclear. (2) Ribosomos. (3) Poros nucleares. (4) Nucléolo. (5) Cromatina. (6) Núcleo. (7) Retículo endoplasmático. (8) Nucleoplasma.

Nucléolos são organóides presentes em células eucarióticas, ligados principalmente à coordenação do processo reprodutivo das células (embora desapareça logo no início da divisão celular) e ao controle dos processos celulares básicos, pelo fato de conter trechos de ADN específicos, além de inúmeras proteínas associadas ou não a RNAr.
O nucléolo é o local, no núcleo, onde regiões de diferentes cromossomas que contém genes para o RNA ribossómico se encontram. Aqui, o RNA é sintetizado e combinado com proteínas, para formar as subunidades ribossomais (maior e menor), essas ao se dirigirem para o citoplasma através dos poros da carioteca, poderão se unir para formar o ribossomo no momento em que ocorrer a tradução (síntese protéica). 
São corpúsculos arredondados de aspecto esponjoso, mergulhados diretamente no nucleoplasma, uma vez que não possuem membrana envolvente.
O nucléolo tem por função a organização dos ribossomos. Quanto maior o seu número e tamanho, maior é a síntese protéica(ou de proteina) da célula. A porção fibrilar densa é mais central e é formada por RNAr (RNA ribossômico) e proteínas ribossomais. A porção granular é mais periférica e é formada por subunidades ribossômicas em formação. A região organizadora do nucléolo é a cromatina associada ao nucléolo, que na divisão encontra-se próximas aos satélites (segunda constrição) dos cromossomos acrocêntricos (13, 14, 15, 21 e 22). Não é uma estrutura compacta, pois nota-se a invasão do nucleoplasma. Os ribossomos são formados a partir das proteínas ribossômicas, que são importadas do citoplasma e se associam com o RNAr.